# Vahlia somalensis
Vahlia somalensis är en tvåhjärtbladig växtart. Vahlia somalensis ingår i släktet Vahlia och familjen Vahliaceae.

## Underarter
Arten delas in i följande underarter:
- V. s. goddingii
- V. s. somalensis